# 마리시카 푸이커

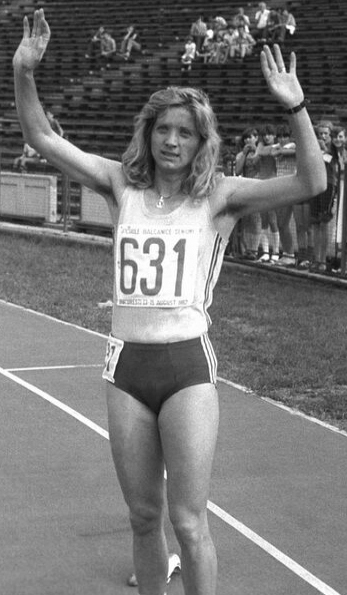

마리시카 푸이커(루마니아어: Maricica Puicǎ, 1950년 7월 29일 ~ )는 루마니아의 전직 육상 선수로 1984년 하계 올림픽때 3000m 경기에서 우승했다.

## 경력
이아시에서 태어나 1976년과 1980년 하계 올림픽에 참가한 푸이커는 후반의 올림픽 1500m 결승전에서 7위를 했다. 그녀는 1978년 유럽 선수권 대회 3000m 결승에서 4위를 했다.
푸이커는 부상 때문에 1983년 세계 육상 선수권 대회 참가 기회를 놓쳤다.
이듬해 로스앤젤레스 올림픽에서 3000m 경주를 우승하였는 데 이 경주는 메리 데커와 졸라 버드의 갈등에 대한 자세한 내용을 기억했다.
그 대회의 1500m 결승에서 이탈리아 선수 가브리엘라 도리오와 루마니아의 팀 동료 도이나 멜린테 뒤에서 동메달을 획득했다.
그녀는 1986년 슈투트가르트 유럽 선수권 대회에 참가하여 3000m 경기에서 올가 본다렌코에 이어서 은메달을 획득했다. 또한 1500m 결승에서 5위를 했다.
자신의 4번째이자 마지막 올림픽인 1988년 서울 올림픽에 참가한 푸이커는 3000m 예선에서 200m 남은 마크에서 탈락했다.

## 참조
1. ↑  http://www.sports-reference.com/olympics/athletes/pu/maricica-puica-1.html 보관됨 2011-09-20 - 웨이백 머신 Sports Reference